# Veine cérébrale moyenne profonde
La veine cérébrale moyenne profonde (ou veine profonde moyenne du cerveau ou veine sylvienne profonde) est une veine paire parfois dédoublée, qui accompagne l'artère cérébrale moyenne profonde.
Elle draine les gyrus de l'insula par les veines insulaires.
Elle est alimentée par les veines striées inférieures ; par des veinules provenant de la fissure transverse du cerveau, des plexus choroïdes, du ventricule latéral, du gyrus de l'hippocampe, du mésencéphale, des corps géniculés ; parfois par une ou par deux veines cérébelleuses.
Elle rejoint les veines cérébrales antérieures pour former la veine basilaire.